# Цинман, Дмитрий Львович
Дмитрий Львович Цинман (род. 12 декабря 1980, Казань, СССР) — российский шашист, тренер, спортивный функционер и организатор. Международный гроссмейстер по шашкам, тренер высшей категории.

## Спортивная биография
2019 год — абсолютный чемпион в русских шашках и обладатель «Шашечного Оскара». Занял первые места на Кубке Победы и турнире памяти Евгения Степанова.
2018 — победитель молниеносной и быстрой программ Кубка Мира.
2012 год — Чемпион мира в составе команды «ЦСДЮШШОР им. Р. Г. Нежметдинова» по классической, быстрой и молниеносной игре. Чемпион Европы по быстрой игре.
2011 год — Победитель Кубка Мира. Бронзовый призёр Кубка России по молниеносной игре. Победитель «Мемориала Е.Степанова»; «Победитель Кубка информационных технологий».
2010 год — Вице-чемпион Европы в составе команды «ЦСДЮШШОР им. Р. Г. Нежметдинова» по классической и молниеносной игре. Чемпион России по молниеносной игре. Вице-чемпион России по быстрой игре.
2009 год — Чемпион Европы в составе команды «ЦСДЮШШОР им. Р. Г. Нежметдинова»; по классической и молниеносной игре. Бронзовый призёр чемпионата мира по быстрой и молниеносной игре. Победитель Всероссийского турнира «Волжские Зори».
2008 год — Вице-чемпион Европы в составе команды «ЦСДЮШШОР им. Р. Г. Нежметдинова» по классической и молниеносной игре.
2007 год — Чемпион Европы в составе команды «ЦСДЮШШОР им. Р. Г. Нежметдинова» по молниеносной игре. Бронзовый призёр чемпионата Европы в составе команды «ЦСДЮШШОР им. Р. Г. Нежметдинова» по классической игре.
2006 год — Вице-чемпион России по классической игре. Бронзовый призёр командного чемпионата России в составе сборной Республики Татарстан.
2005 год — Вице-чемпион мира по классической игре.
2004 год — Бронзовый призёр чемпионата России по классической игре.
2003 год — Чемпион России среди молодежи до 23 лет по классической игре.
2002 год — Серебряный призёр Кубка России по классической игре.
2001 год — Серебряный призёр Кубка Европейских конфедераций в составе команды «Удмуртнефть».
2000 год — Бронзовый призёр чемпионата России по классической игре.
1999 год — Победитель первенства мира среди юношей до 19 лет.
1998 год — Бронзовый призёр первенства мира среди юношей до 19 лет.
1997 год — Победитель первенства мира среди юношей до 19 лет.

## Ученики
Шогин, Денис Германович, Гнелицкий, Андрей Владимирович

## Образование
- Воспитанник ЦСДЮСШ им. Р. Г. Нежметдинова, тренер — Ф.Х. Шайдуллов (с 1986).
- Казанский финансово-экономический институт (2003).